# Küstelberg
Küstelberg is een stadsdeel van de hanzestad Medebach in de Hochsauerlandkreis in Noordrijn-Westfalen in Duitsland.

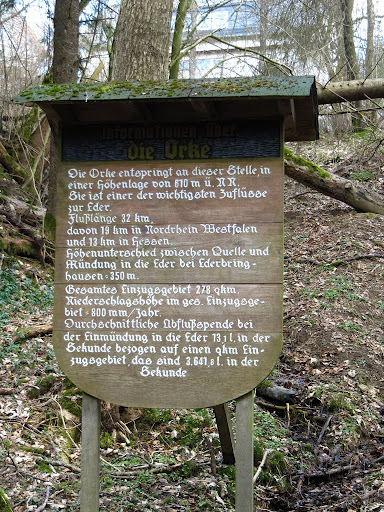
Orkequelle

## Geografische ligging
Küstelberg ligt in het noordelijk deel van het Rothaargebergte en is onderdeel van de gemeente Medebach.
Het dorp ligt tussen de bergen Hillekopf (805m), de Schlossberg (790m), de Großer Höcherkopf (764m) en de Reetsberg (792m).
De dorpskern bij de kerk ligt op 666m hoogte.
Aan de zuidelijke rand van het dorp ontspringt het riviertje de Orke. Dit riviertje stroomt uiteindelijk 32km verderop de rivier de Eder in.